# Samuel Canning
Pour les articles homonymes, voir Canning.
Samuel Canning (1823-1908) était un ingénieur anglais, pionnier de la télégraphie sous-marine.

## Biographie
Samuel Canning est né à Ogbourne St Andrew, Wiltshire, le 21 juillet 1823, il était fils de Robert Canning et de Frances Hyde. Canning étudia à Salisbury avant d'acquérir sa première expérience dans le génie civil en tant qu'assistant sur la prolongation de lignes de chemin de fer de la Great Western Railway et en tant qu'ingénieur résident sur celles de la Liverpool, Ormskirk and Preston railway (en)
.
À partir de 1852, Canning s'est occupé de télégraphie sous-marine. Dès 1855, il participa à la pose d'un premier câble qui relia l'île du Cap-Breton à Terre-Neuve dont les travaux furent achevés l'année suivante. En 1857, il travailla avec Charles Tilston Bright à la réalisation et à la pose du premier câble télégraphique sous-marin transatlantique. À cet effet, l'HMS Agamemnon servit de navire câblier lors de la submersion du câble en 1857 et 1858. Le navire servit de nouveau, en 1865, pour des opérations d'immersion de câbles électriques.
En 1865, Canning fut nommé ingénieur en chef de la Telegraph Construction and Maintenance Company (en) qui venait d'être créée cette année-là. Il était responsable de la fabrication et de la pose des câbles télégraphiques transatlantiques qui furent installés en 1865 et 1866 et pour laquelle fut réquisitionné le Great Eastern. Après une rupture du câble le 2 août 1865, un second câble fut installé avec succès (13-27 juillet 1866). Par la suite, Canning s'occupa de récupérer le câble sectionné, en utilisant des engins équipés de grappin spéciaux qu'il a conçus à cet effet. Après plusieurs tentatives, le câble fut finalement récupéré le 2 septembre 1866. En 1869, il mena à bien l'installation du câble transatlantique de conception française entre Brest et Duxbury, dans le comté de Plymouth.
Il a exercé plus tard la fonction d'ingénieur-conseil en matière de télégraphie et, entre autres travaux, supervisa la pose du câble reliant Marseille à Alger et l'installation d'autres câbles pour la société India Rubber, Gutta Percha and Telegraph Works. Il a aussi agi à titre de conseiller auprès de la société West Indian and Panama et d'autres compagnies de télégraphe. Il a été membre de l'Institution of Civil Engineers (à partir du 1er février 1876) et de l'Institution of Electrical Engineers (en).
Samuel Canning épousa en 1859 Elizabeth Anne (décédée en 1909), fille de W. H. Gale de Grately, Hampshire. De cette union sont nés trois fils et trois filles. Canning est décédé à Inverness Gardens, Kensington, le 24 septembre 1908, et fut inhumé dans le cimetière de Kensal Green.

## Distinctions
Pour ces services, Canning fut fait chevalier en 1866 et Louis Ier de Portugal lui conféra l' ordre de Sant'Iago de l'Épée.